# Ⱬ
Cette page contient des caractères spéciaux ou non latins. S’ils s’affichent mal (▯, ?, etc.), consultez la page d’aide Unicode.
Ne doit pas être confondu avec la lettre latine Z crocheté (Ȥ ȥ).
Ⱬ (minuscule : ⱬ), appelé Z cramponné, est un graphème qui était utilisé dans l’écriture de l’ouïghour de 1960 à 1984 lorsque celui-ci utilisait l’alphabet latin, il représentait le même son que la lettre arabe ژ, le /ʒ/.
Il s’agit de la lettre Z diacritée d'un crampon.

## Utilisation
Le Z cramponné fait partie de l’alphabet turcique yanalif et a été utilisé dans les années 1930 dans l’écriture de langues comme l’abaza, l'adyguéen, l’avar, le dargwa, le doungane, le kabarde, le komi-permiak, le lak, le laze, le lezghien, le nanaï, le selkoupe, le tabassaran, ou le tchétchène.

## Représentations informatiques
Le Z cramponné peut être représenté avec les caractères Unicode suivants (latin étendu C) :
| formes    | représentations | chaînes de caractères | points de code | descriptions                        |
| --------- | --------------- | --------------------- | -------------- | ----------------------------------- |
| capitale  | Ⱬ               | Ⱬ                     | U+2C6B         | lettre majuscule latine z cramponné |
| minuscule | ⱬ               | ⱬ                     | U+2C6C         | lettre minuscule latine z cramponné |